# Shaoshan
Shaoshan (Chinees: 韶山; pinyin: Sháoshān) ligt in China, in de stadsprefectuur Xiangtan (湘潭) van de provincie Hunan. De communistische leider Mao Zedong is in 1893 in dit district geboren.
Shaoshan ligt in het heuvelachtige gebied van Xiangdong in het centrum van Hunan. De heuvels zijn dicht bedekt met bos. De gemiddelde jaarlijkse temperatuur is 16,7°C en per jaar valt er 1358 mm neerslag.
De belangrijkste economische activiteiten zijn het toerisme en de landbouw. Veel toeristen bezoeken het geboortehuis van Mao. Het is na Yan'an de best bezochte plaats voor Rood toerisme. Dit laatste zijn bekende plaatsen die een rol hebben gespeeld in de communistische geschiedenis van het land en veelvuldig door toeristen uit binnen- en buitenland worden bezocht. De landbouw produceert vooral rijst, thee, citrus en koolzaad.
Het district bestaat uit acht streken.
- Qingxi (清溪鎮)
- Yintian (銀田鎮)
- Ruyi (如意鄉)
- Shaoshan (韶山鄉)
- Yanglin (楊林鄉)
- Daping (大坪鄉)
- Yintian (銀田鄉)
- Yongyi (永義鄉)

## Geboren
- Mao Zedong (1893-1976), voorzitter Communistische partij van China

## Afbeeldingen

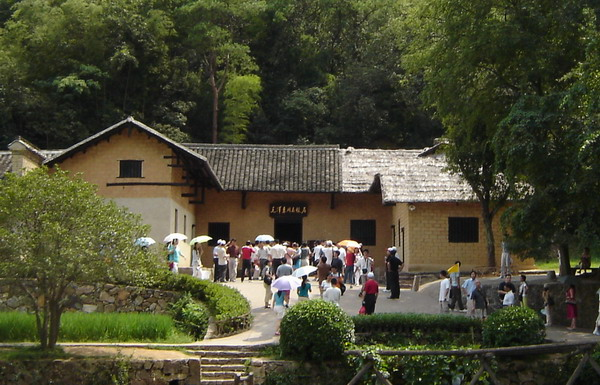
Huis van Mao Zedong
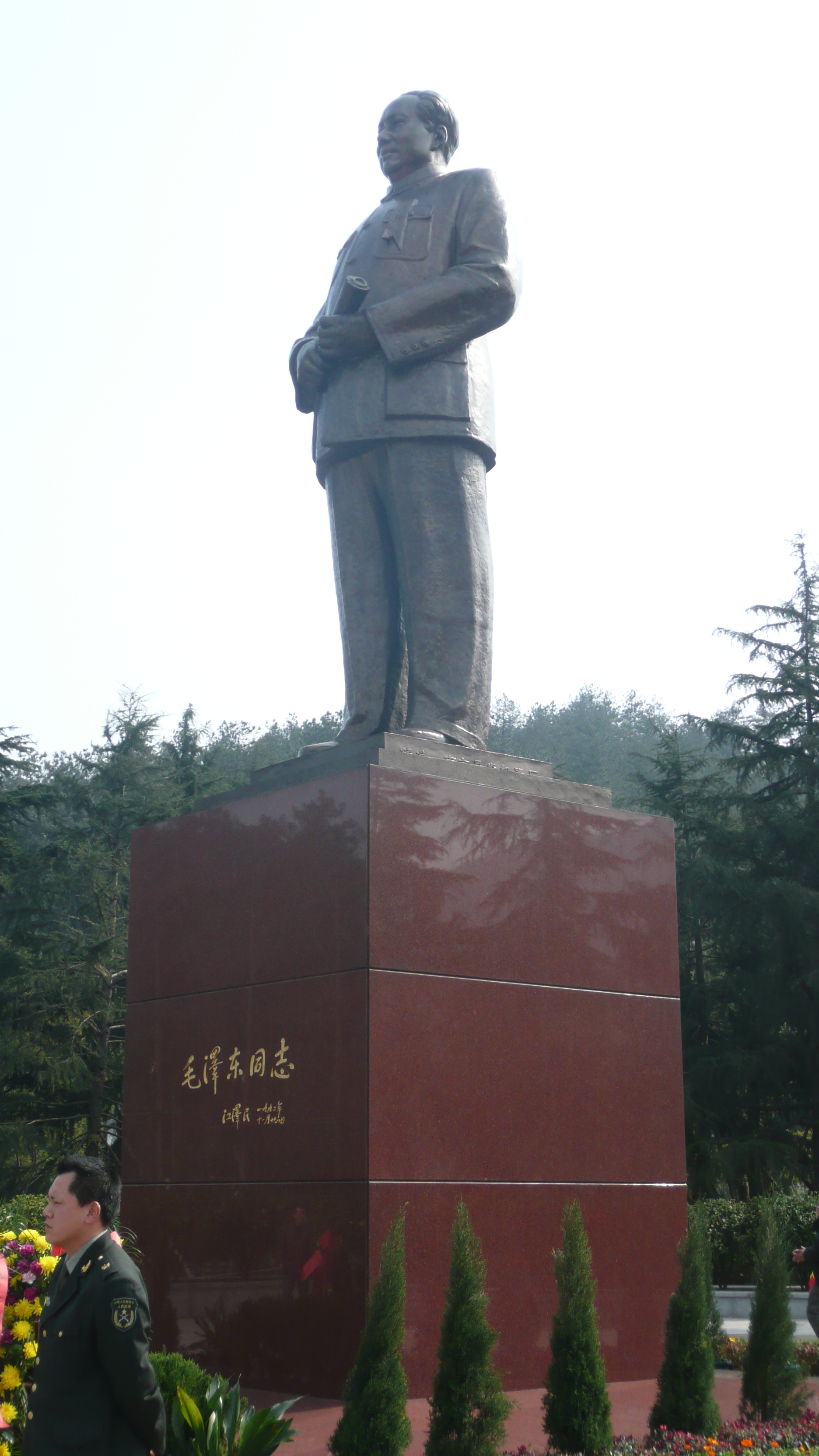
Standbeeld van Mao
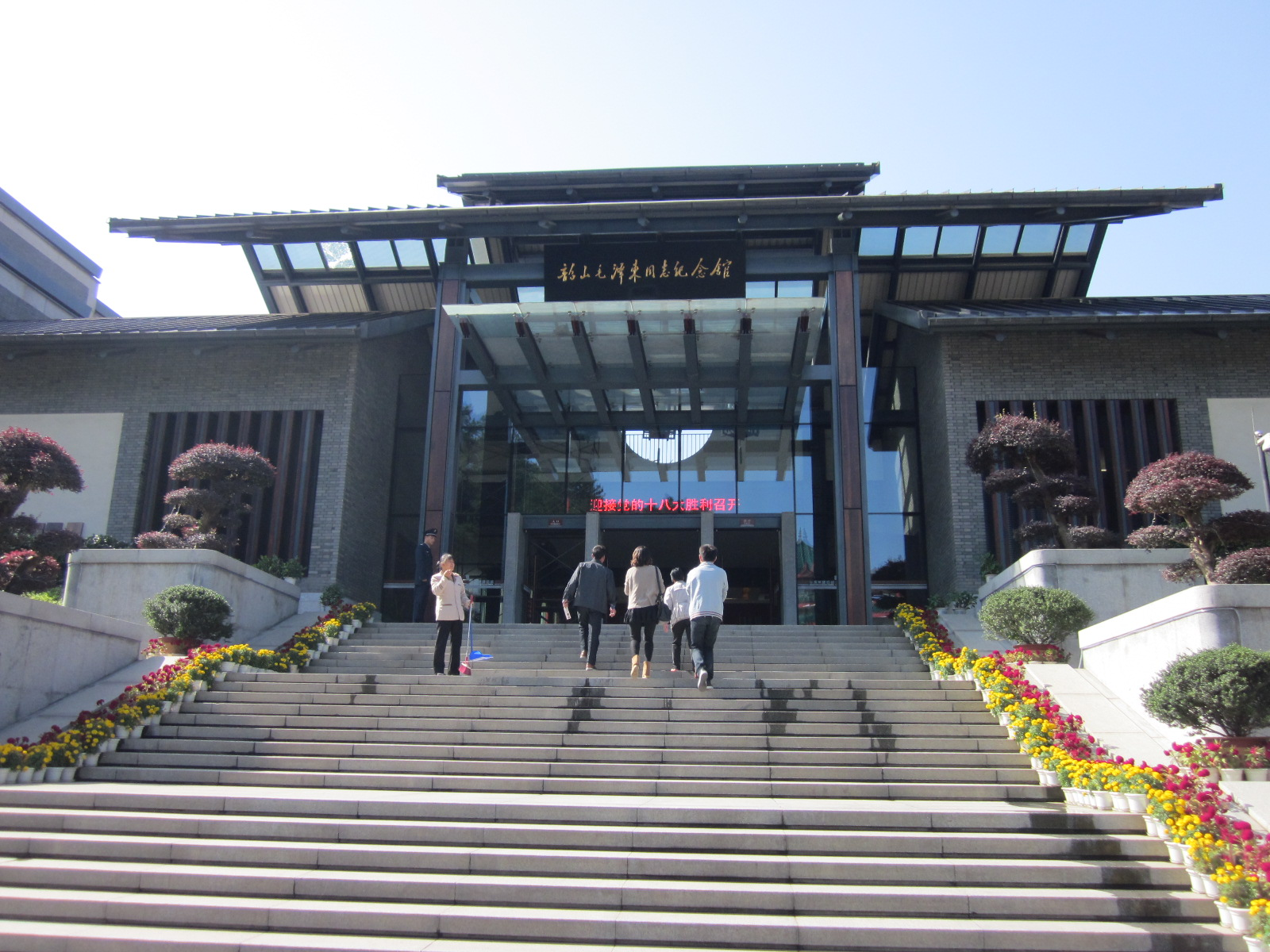
Mao museum
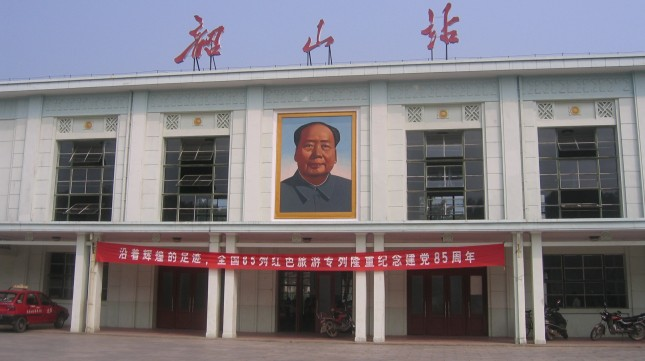
Treinstation